# Geitabru
Geitabru, under en lång period Oslo bru, är en norsk bro, som ligger i Gamlebyen i Oslo. Den nuvarande bron byggdes 2007–2008.
Geitabru har sina anor från medeltiden, då en träbro fanns i broläge mycket nära det nuvarande. Bron ledde ursprungligen över Alnaelva, men dess lopp från Kværnerbyen lades 1922 i kulvertar och en lång tunnel under Ekebergsåsen med nytt utlopp i Oslofjorden söder om det tidigare i Kongshavn. Därefter leder Geitabru över några järnvägsspår strax norr om  Alnabruterminalen och Loengens stasjon på godsspåret Loenga–Alnabrulinjen.
År 1989 omdöptes bron från Oslo bru till Geitabru. Geitabru är också ett medeltida namn, som tros ha kommit av dess användning för att leda getter till och från sommarbete på Ekebergsåsens sluttning. 
Bron var under medeltiden och länge fram i tiden den enda, eller den viktigaste, länken i vägsystemet söderut från Oslo på Oslofjordens östra sida. Från bron gick landsvägen på Ekebergsveijen i svängar uppför den branta norra sluttningen av Ekebergsåsen och sedan vidare söderut i Østfold.
Geitabru trafikeras sedan 1899 av spårvagnar på Gamlebylinjen, från 1917 förlängd till Ekebylinjen.

## Loenga bru
Huvudartikel: Loenga bru
Mellan 1965 och 1995 låg den fyrfiliga motorledsbron Loengbrua för ut- och infartstrafik på europaväg E6 till Oslos innerstad något söder om Gjeitabru. Den revs 1995, då Ekebergstunneln invigdes.

## Bildgalleri

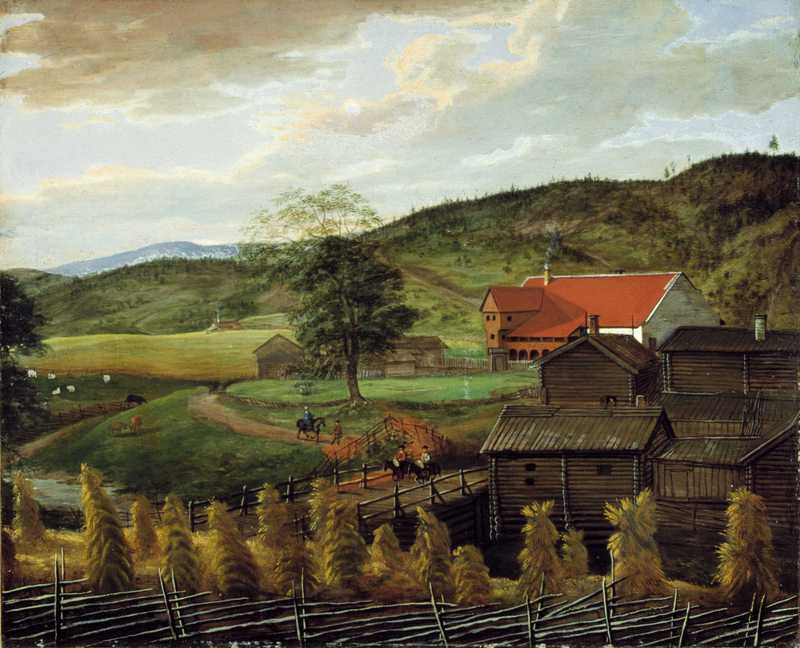
Geitabru och Oslo Hospital, målning av Jacob Koninck den yngre, 1699
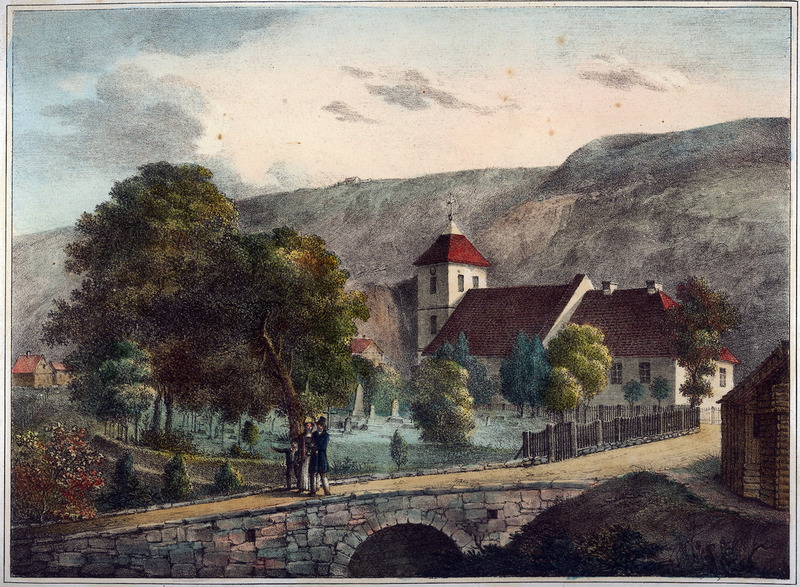
Stenbro vid Gamlebyen kirke, litografi av Peter Frederik Wergmann (1802–1869)
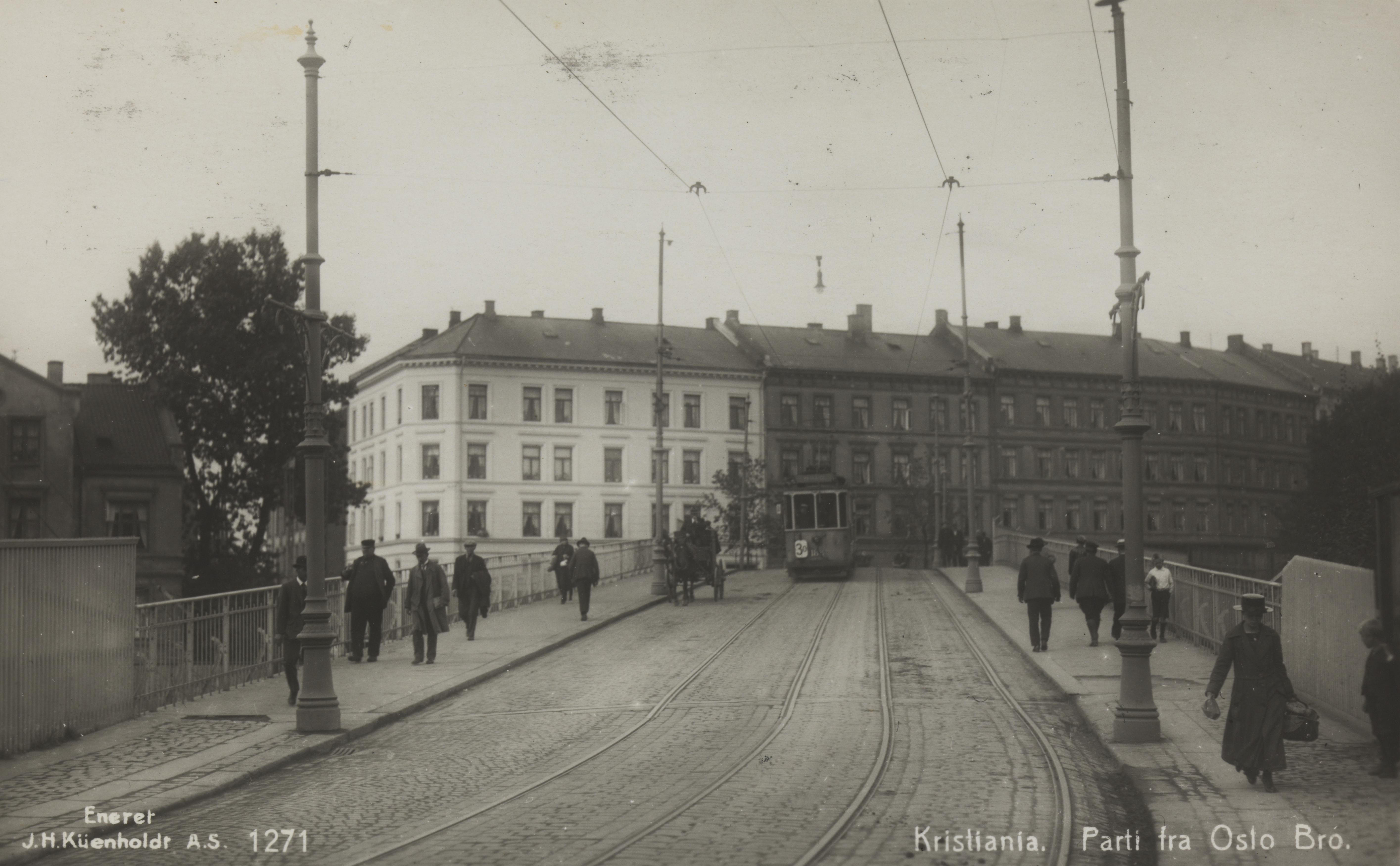
Oslo bru, sedd norrut, på 1920-talet
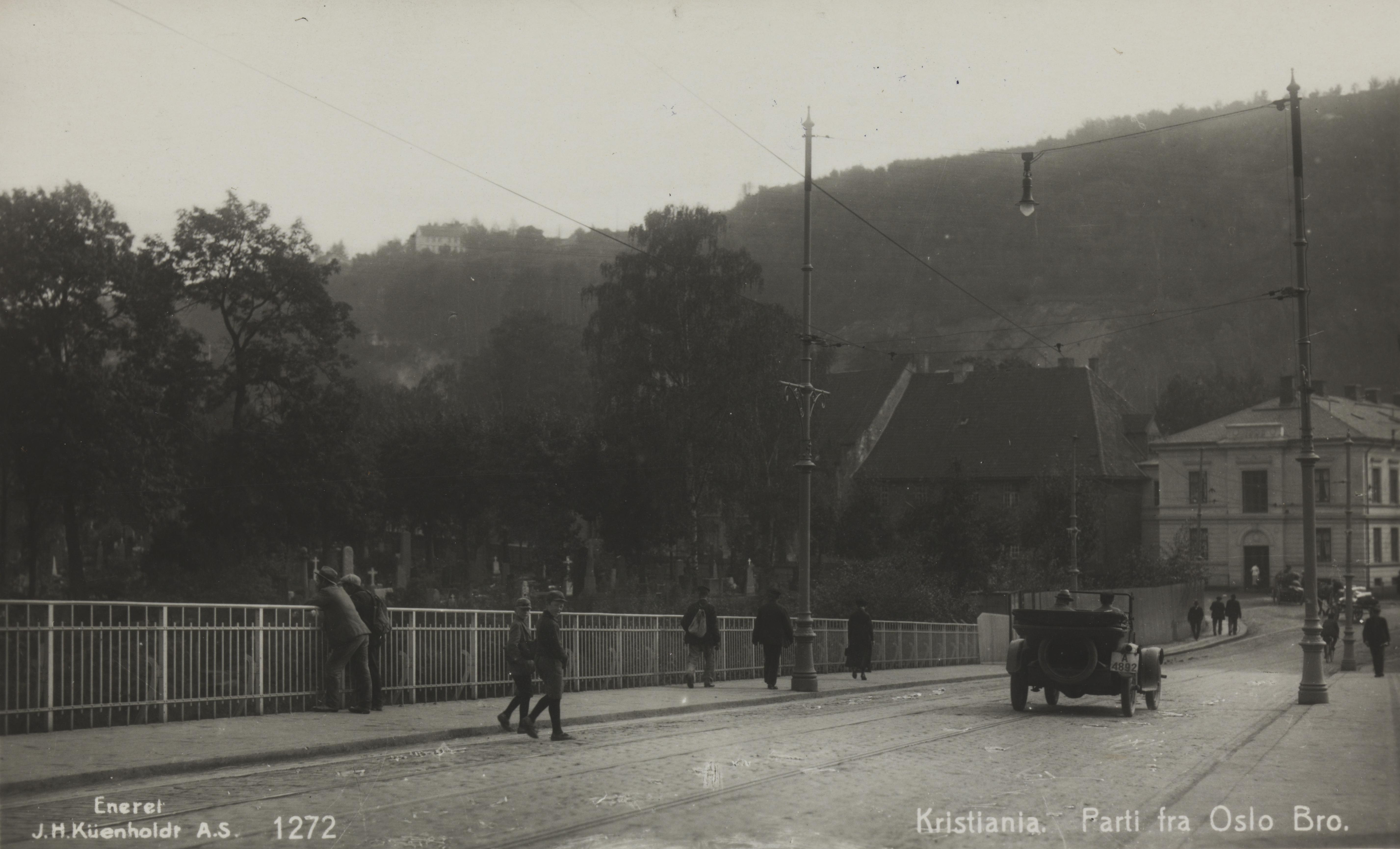
Oslo bru, sedd söderut, på 1920-talet, med Gråsteinsbygningen och Damehuset på Oslo Hospital i bakgrunden
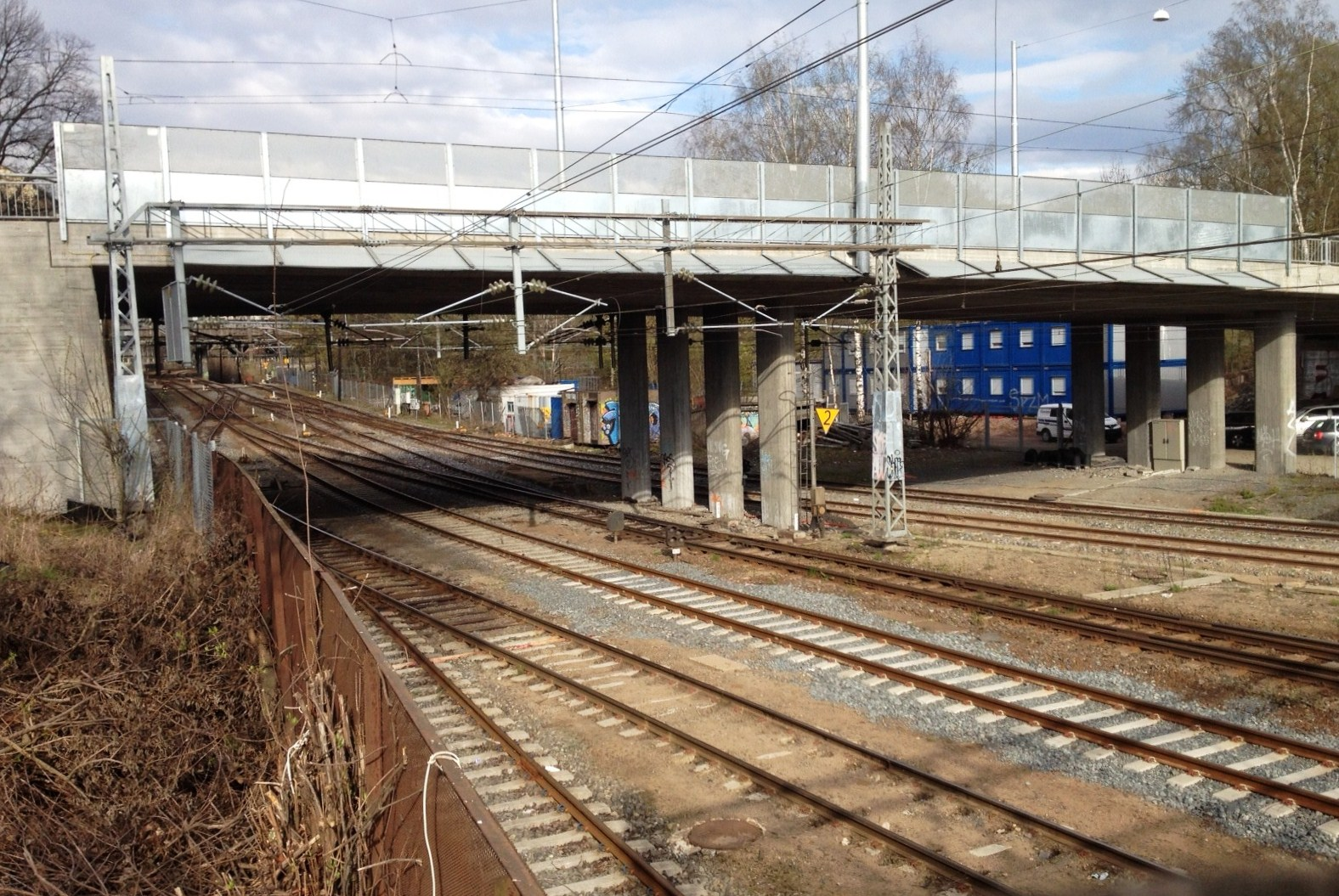
Den nya Geitabru, färdigställd 2008, sedd söderifrån. Järnvägsspåren var tidigare del av Østfoldbanen.
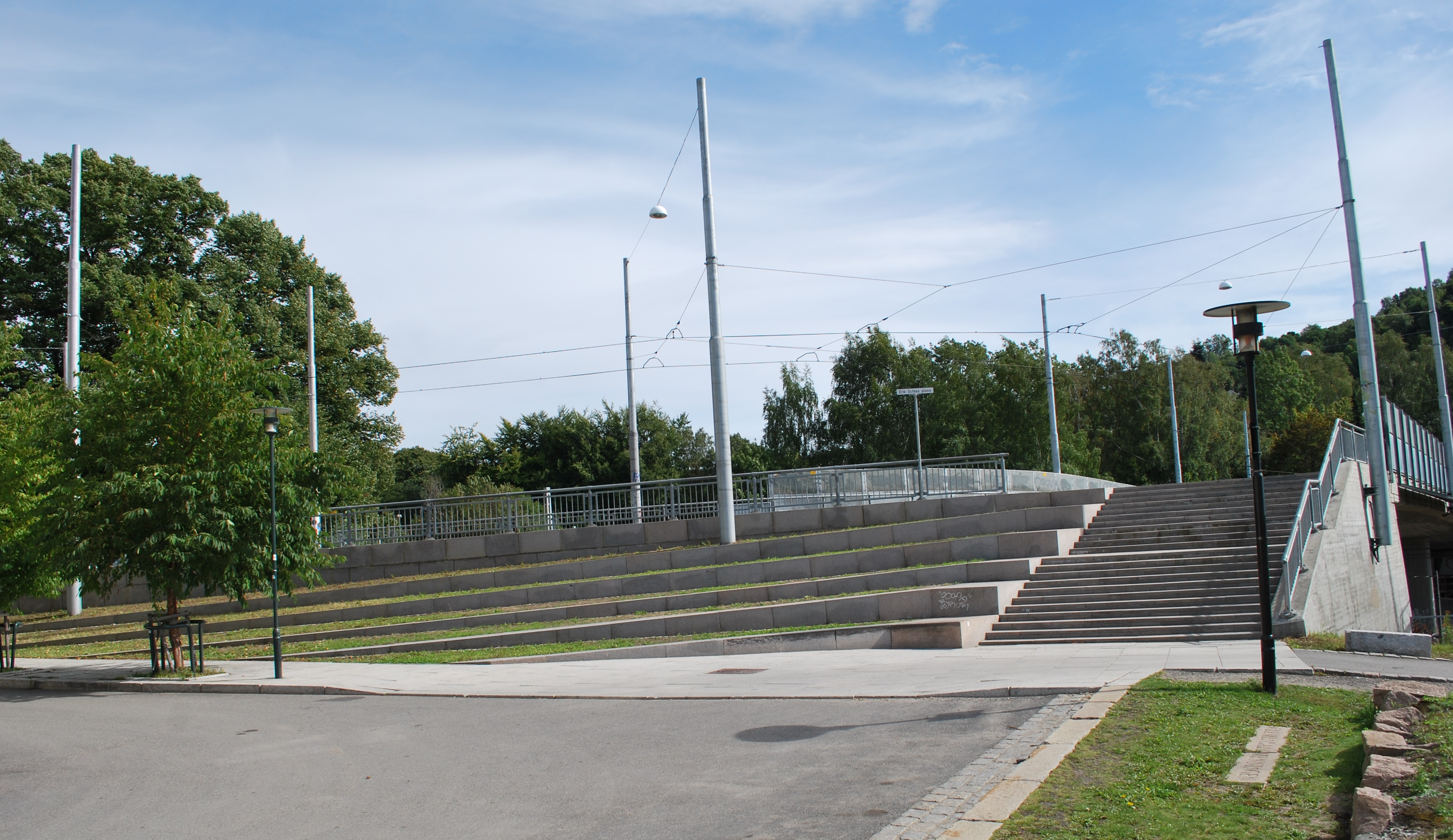
Erik Schias plass med amfiteater från 2013, med Geitabru i bakgrunden.